# Come Along, Do!
Come Along, Do! je britský němý film z roku 1898. Režisérem a producentem je Robert W. Paul (1869–1943). Film původně trval 1 minutu, ale dochovalo se jen 38 sekund.
Jedná se o jeden z prvních filmů, který obsahuje více než jeden záběr.

## Děj
V prvním záběru spolu sedí starý muž a žena a obědvají spolu jídlo přinesené v košíku. Pár si poté všimne, že sedí před muzeem, a jde ho navštívit. Druhý záběr se nedochoval. Zbyly po něm jenom dvě fotografie, ze kterých je patrné, že muž se velmi zajímá o nahou sochu ženy, čímž podráždí manželku, která si toho všimne po zhlédnutí obrazu.